# Феномика
Фено́мика — функциональное направление физиологии и генетики, посвящённое изучению фенома, представляющего набор фенотипических черт организма в виде норм реакций систем его организма. Феном описывается структурой клеток, органов и систем живых организмов учитывающей направленность их взаимодействия между собой на уровне функциональной активности в процессе адаптации к воздействиям внешней среды. Это область биологии, направленная на раскрытие организации и законов формирования фенотипа, приведение информации о фенотипе к доступным для биоинформационного анализа массивам данных, схожим образом с геномикой и протеомикой.

## История
Феномика человека — результат обобщения теоретических представлений о механизмах адаптации и закономерностях развития функциональных нарушений и патологических процессов в организме человека при воздействии неблагоприятных факторов окружающей среды, а также практических разработок систем сохранения, развития и управления здоровьем, решает задачи персонализированной профилактической медицины, геронтологии, имеет важнейшее значение для ранней диагностики, лечения и профилактики неинфекционных заболеваний (экологически детерминированной патологии).
Теоретическую базу феномики человека составляют:
- учение о конституциях и диатезах (Богомолец А. А., 1926),
- теория адаптационных реакций (Selye H., 1936 и Гаркави Л. Х. с соавторами,1979),
- принципы системности и саморегуляции физиологических функций (Павлов И. П., 1950),
- учение о доминанте (Ухтомский А. А., 1966),
- понятие стереотипности реакций (Sternbach R., 1966),
- трехуровневая схема центрального контура регуляции сердечного ритма (Баевский Р. М., 1968),
- закон реактивной детерминации живых систем (Петленко В. П., 1971),
- факторы патологических изменений в органе (Lachman S., 1972)
- теория функциональных систем (Анохин П. К., 1973),
- концепция о «взаимосвязи функции и генетического аппарата» (Меерсон Ф. З., 1981),
- типы реагирования как производные нормы-реакции И. И. Шмальгаузена (Сиротинин Н. Н., 1981),
- анатомические соответствия элементов модели организма (Harry F. Darling, 1981),
- представления об интегральной индивидуальности человека (Мерлин В. С., 1988),
- учение о здоровье (1979), донозологическая диагностика уровня здоровья (1981), оценка адаптационных возможностей организма и риска заболеваний (1997). Баевский Р. М.

Феномика растений — в последние годы сформировалась, как новый омиксный раздел физиологии растений, который фокусируется на выявлении закономерностей организации и изменения растительных феномов, т.е. физических и биохимических признаков организма растений, рассматриваемых как совокупность фенотипов организма и сведенных к большим массивам цифровых данных (схожим образом с геномикой, метаболомикой и протеомикой). Растения отличаются колоссальной фенотипической пластичностью, что приводит к многообразию проявлений фенотипа у одного и того же вида, экотипа или сорта растений. Это определяет и огромную широту методов и аналитических систем и методов феномики растений. 
Феномика растений – постгеномная дисциплина, активно использующая достижения геномной эры и биоинформатики. Она дополняет их стандартизированным и статистически значимым фактологическим материалом о фенотипах с высокой степенью детализации. Техника получения и анализа информации о фенотипах в феномике называется фенотипированием. Широкое распространение в  феномике растений получило высокопроизводительное фенотипирование, обеспечивающее «цифровой» автоматизированный анализ больших выборок. Колоссальный прогресс в высокопроизводительном фенотипировании растений связан с развитием систем регистрации цифровых изображений в различных областях спектра, техники культивирования растительных объектов в стандартизированных условиях, сенсорных технологий, робототехники, а также методов обработки и анализа данных, таких как компьютерное зрение и машинное обучение (искусственные нейронные сети). 
Феномные технологии имеют высокую информативность анализа, превосходя возможности человека, проводя измерения в гиперспектральном диапазоне, используя X-ray-томографию, сверхточные «термальные» имиджи, а также ряд других низкоинвазивных и прецизионных подходов. Получаемые с использованием феномных технологий массивы данных регистрируются и обрабатываются автоматически, лишены проблемы субъективной оценки и недостаточной статистической обработки. Считается, что фенотипирование может стать методологией, которая позволит создать цифровые модели процессов жизнедеятельности и «формирования» продуктивности растений на организменном уровне в связи с динамикой транскриптомов, протеомов и метаболомов. Феномика помогает исследователям трансформировать большое количество информации, получаемой от датчиков и сенсоров, в новые знания с помощью компьютерной обработки данных и моделирования. Получаемые таким образом новые знания сокращают расстояние от фундаментальной науки до практического применения полученных результатов в селекции и растениеводстве. Фенотипирование развивается не только в закрытых стандартизированных площадках, но также на открытых сельскохозяйственных угодьях, лесных массивах и природных фитоценозах, т.е. способно давать быстрый «практический выход». 

## Задача феномики
Задача феномики — установление фенотипической характеристики организма — совокупности морфолого-анатомических признаков, определение отклонения уровня функционирования каждой системы от нормы её реакции и выработка тактики коррекции функционального состояния организма (оптимизации его жизнедеятельности) с учетом направленности взаимодействия систем организма.

## Цель феномики
Цель феномики человека — получение информации обо всех потенциальных свойствах организма, определяющих физиологическую, психофизиологическую и психоэмоциональную индивидуальность человека, чувствительность и резистентность систем его организма, способности, психологический портрет, особенности питания, образа жизни и др.
Цель феномики растений — установление особенностей организации и динамики модификаций фенотипов на разных этапах онтогенеза и в различных условиях существования растения в связи с разработкой проблем сохранения биоразнообразия, экологии, сельского и лесного хозяйства, биотехнологии и биоэнергетики.  

## Медицинская феномика
Медицинская феномика решает прикладные вопросы профилактической медицины на основе знания феномов (фенотипов) человека (например, ранняя диагностика, лечение и профилактика наследственных заболеваний и экологически детерминированной патологии, выявление причинно-следственных связей заболевания, определение тактики коррекции функциональных нарушений, персонализация подбора средств феномотерапии (рекомендаций для нормализации уровня функционирования отдельных систем организма — витамины, питание, физические упражнения, образ жизни, психотерапия, и т. д.).

## Разделы феномики

### Структурная феномика
Структурная феномика — определение количества, содержания и направленности взаимодействия элементов модели организма

### Функциональная феномика
Функциональная феномика — идентификация особенностей реакций систем организма (фенотипа).

### Сравнительная феномика
Сравнительная феномика, — оценка биологической и эволюционной близости одного организма другому, отвечает на вопросы практического характера, как то оценка психологической совместимости (феномика человека и животных), вероятного типа отношений между субъектами, накопления полезной биомассы и повышения качества растительной продукции и стрессоустойчивости растений (в феномике растений).